# PMPO
L'acronimo PMPO (Peak Music Power Output) si riferisce al valore teorico della "potenza musicale di picco" di un amplificatore audio, di un diffusore acustico o più genericamente di un impianto Hi-Fi. È una misura fuorviante della potenza in quanto, non esistendo una definizione univoca ed oggettiva del PMPO, ogni costruttore ha la libertà di intenderlo e calcolarlo a sua discrezione, diventando di fatto uno strumento di marketing.

## Descrizione
In genere viene calcolato sommando le potenze massime teoriche e istantanee di ogni amplificatore o dei singoli altoparlanti nel sistema, ma non è una definizione vincolante. Questa assenza di oggettività ha portato a un sostanziale scollegamento di questo parametro dalla reale potenza del dispositivo a cui si riferisce: nel mercato dell'elettronica di consumo è prassi comune riportare potenze di centinaia o migliaia di watt PMPO per dispositivi con pochi watt di potenza effettivamente utilizzabile. Di conseguenza, la potenza PMPO ha un uso pressoché nullo in termini di stima della potenza di un dispositivo o di confronto tra due dispositivi diversi.
Una misura più corretta per calcolare la potenza di un amplificatore audio è data dal valore efficace, noto con l'acronimo inglese RMS: si fornisce in ingresso all'amplificatore un segnale sinusoidale alla frequenza di 1 kHz e se ne aumenta l'ampiezza fino ai primi accenni di saturazione; a questo punto si misura la dissipazione espressa in watt su un carico resistivo collegato in uscita.